# Foxton Beach
Pour les articles homonymes, voir Foxton.
Foxton Beach est une petite localité du district de Horowhenua, située dans la région de Manawatu-Wanganui dans l’Île du Nord de la Nouvelle-Zélande.

## Situation
Elle est localisée sur la côte du South Taranaki Bight (en) à l’embouchure du fleuve Manawatu, à 35 kilomètres au sud-ouest de la ville de Palmerston North, et à six kilomètres à l’ouest de la ville de Foxton.

## Population
La plage de Foxton Beach a une population permanente d’environ 2000 personnes. La ville est une destination de vacances populaire du fait de sa plage et du sanctuaire pour les oiseaux, situé au niveau de l’Estuaire de Manawatu (en).
La plus grande partie de la plage de Foxton Beach est couverte de maisons de vacances.

## Éducation
L’école de Foxton Beach School (en) est une école primaire mixte pour les enfants allant de l’année 1 à 8, avec un effectif de 18 élèves en mars 2019 et un taux de décile de 3. Il a une alternative pour l’éducation primaire dans la ville de Foxton à 6 km. L’école secondaire (High School) pour la plupart des enfants de Foxton Beach est le Manawatu College (en) localisé dans la ville de Foxton.

## Loisirs
Il y a de nombreux parcs et réserves autour du secteur de Foxton Beach, telle que la Réserve de Holben Parade, qui est connue comme une aire de jeux, a sound shell (coque sonore), et un parc de skate. La plage est une zone de natation, populaire l’été et dont la sécurité est assurée par des patrouilles des membres du Foxton Surf Life Saving Club.

## Estuaire du fleuve Manawatu
Foxton Beach est localisé à l’embouchure du fleuve Manawatu et celui-ci a un estuaire, connu comme l'Estuaire de Manawatu (en). L’estuaire du fleuve Manawatu est maintenant un site Ramsar et est reconnu internationalement comme un sanctuaire, où les oiseaux migrateurs mais aussi les oiseaux natifs de Nouvelle-Zélande, qui apprécient les étendues de boues et de marais. L’estuaire est ainsi en particulier, un spot pour la migration des barges ou Godwit
Le fleuve fournit des opportunités de loisirs telles que l’observation des oiseaux, le ski nautique, la pèche etc. Le Manawatu Marine Boating club est aussi localisé sur le quai de Foxton Beach.

## Projets
Le conseil avait juste terminé de travailler sur un projet de protection contre la houle des fortes tempêtes, qui comporte des barrières et de petites collines avec un chemin à son sommet qui est maintenant reliée à la promenade dite du sun set walk (une promenade de bord de rivière).
De nombreuses subdivisions ont été créées et des maisons sont ou ont été construites. Les nouvelles maisons impliquent que la population permanente de Foxton Beach est en croissance du fait même du style des maisons ainsi construites, qui ne sont pas seulement des maisons de vacances.